# Севница
Севница (словен. Sevnica) — город и община на востоке центральной части Словении. Площадь общины составляет 272,2 км².

## История
Исторически город находился на границе двух исторических областей: Крайны и Штирии. Впервые упоминается в письменных источниках в 1275 году под немецким названием Liehtenwalde. Получает статус торгово-ремесленного поселения с 1322 года. В XIV—XVII века Севница часто страдала от набегов турок-османов. В XVI веке город был важным центром реформации в Словенских землях. В 1862 году Севница получила железнодорожное сообщение, что способствовало её дальнейшему экономическому развитию.

## География
Город расположен на левом берегу реки Сава. На холме над старым городом находится замок.

## Население и состав
Население города по данным на 2012 год составляет 4933 человека; население общины по данным на 2002 год насчитывало 17 726 человек
Населённые пункты общины:
- Апненик-при-Боштаню[англ.]
- Арто[англ.]
- Бирна-Вас[англ.]
- Бланца[англ.]
- Боштань[англ.]
- Брег[англ.]
- Брезово[англ.]
- Брезье[англ.]
- Будна-Вас[англ.]
- Велика-Хубайница[англ.]
- Велики-Цирник[англ.]
- Вране[англ.]
- Врх-при-Боштаню[англ.]
- Врхек[англ.]
- Габриеле[англ.]
- Габрье[англ.]
- Говейи-Дол[англ.]
- Горне-Брезово[англ.]
- Горне-Имполье[англ.]
- Горне-Орле[англ.]
- Дедна-Гора[англ.]
- Доленьи-Боштань[англ.]
- Долне-Брезово[англ.]
- Долне-Имполье[англ.]
- Долне-Орле[англ.]
- Дрожане[англ.]
- Дружче[англ.]
- Еловец[англ.]
- Еперьек[англ.]
- Жигрски-Врх[англ.]
- Жировница[англ.]
- Журков-Дол[англ.]
- Забуковье-над-Севницо[англ.]
- Завратец[англ.]
- Згорне-Водале[англ.]
- Згорне-Младетиче[англ.]
- Знойиле-при-Студенцу[англ.]
- Кал-при-Крмелю[англ.]
- Каменица[англ.]
- Каменшко[англ.]
- Капля-Вас[англ.]
- Кладье-над-Бланцо[англ.]
- Кладье-при-Крмелю[англ.]
- Колудрье[англ.]
- Комполе[англ.]
- Коньско[англ.]
- Крайна-Брда[англ.]
- Криж[англ.]
- Крижишче[англ.]
- Крмель
- Крсиньи-Врх[англ.]
- Лазе-при-Боштаню[англ.]
- Ледина[англ.]
- Лесковец-в-Подборшту[англ.]
- Лог[англ.]
- Лока-при-Зиданем-Мосту[англ.]
- Лончарьев-Дол[англ.]
- Луковец[англ.]
- Мала-Хубайница[англ.]
- Малковец[англ.]
- Марендол[англ.]
- Метни-Врх[англ.]
- Мрзла-Планина[англ.]
- Мртовец[англ.]
- Нови-Град[англ.]
- Окроглице[англ.]
- Орехово[англ.]
- Орешье-над-Севницо[англ.]
- Осредек-при-Крмелю[англ.]
- Осредек-при-Хубайници[англ.]
- Отавник[англ.]
- Павла-Вас[англ.]
- Печье[англ.]
- Пиявице[англ.]
- Подборшт[англ.]
- Подврх[англ.]
- Подгорица[англ.]
- Подгорье-об-Севринни[англ.]
- Поклек-над-Бланцо[англ.]
- Полье-при-Тржишчу[англ.]
- Поникве-при-Студенцу[англ.]
- Преска[англ.]
- Прешна-Лока[англ.]
- Примож[англ.]
- Радеж[англ.]
- Радна[англ.]
- Разбор[англ.]
- Рачица[англ.]
- Ровишче-при-Студенцу[англ.]
- Рогачице[англ.]
- Свиньско[англ.]
- Селце-над-Бланцо[англ.]
- Скровник[англ.]
- Сланчьи-Врх[англ.]
- Слап[англ.]
- Сподне-Водале[англ.]
- Сподне-Младетиче[англ.]
- Средник[англ.]
- Стржишче[англ.]
- Студенец[англ.]
- Телче[англ.]
- Телчице[англ.]
- Тржишче[англ.]
- Трновец[англ.]
- Тршчина[англ.]
- Хине[англ.]
- Хиньце[англ.]
- Худо-Брезье[англ.]
- Церовец[англ.]
- Чане[англ.]
- Человник[англ.]
- Чешнице[англ.]
- Шентьюр-на-Полю[англ.]
- Шентьянж[англ.]
- Шковец[англ.]
- Шмарчна[англ.]
- Штайнгроб[англ.]
- Ябланица[англ.]

## Известные уроженцы
- Меланья Трамп — словенская модель, жена Дональда Трампа, первая леди США